# Ylijärvi (sjö i Kolari, Lappland, Finland)
Ylijärvi eller Naamilompolo är en sjö i Finland. Den ligger i kommunen Kolari i landskapet Lappland, i den norra delen av landet, 800 km norr om huvudstaden Helsingfors. Naamilompolo ligger 199,9 meter över havet. Arean är 30,1 hektar och strandlinjen är 2,92 kilometer lång. Sjön  ingår i Torne älvs huvudavrinningsområde. 